# شاهزاده کارل، دوک وستریوتلند
شاهزاده کارل سوئد و نروژ، دوک وستریوتلند (۲۷ فوریه ۱۸۶۱ – ۲۴ اکتبر ۱۹۵۱) شاهزاده‌ای سوئدی بود. او از طریق دخترانش، که برای آنها ازدواج‌های سلطنتی ترتیب داده بود، نیای بسیاری از اعضای خاندان‌های سلطنتی اروپایی امروزی، از جمله هارالد پنجم پادشاه نروژ، فیلیپ پادشاه بلژیک و هنری دوک بزرگ لوکزامبورگ می‌باشد.

## اوایل زندگی

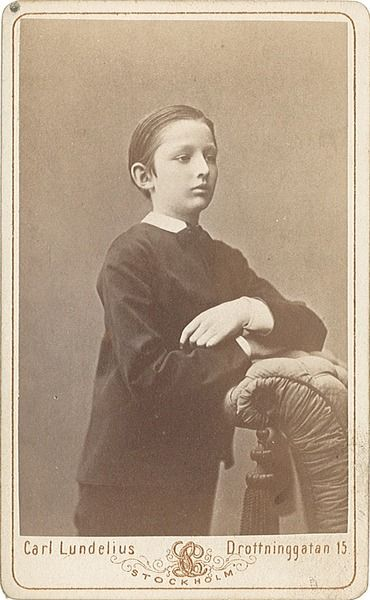
شاهزاده کارل سوئد و نروژ در کودکی، ۱۸۶۹

کارل سومین پسر و فرزند اسکار دوم پادشاه سوئد - نروژ از همسرش سوفیا ناسائو بود. او به عنوان «شاهزاده آبی» (Blå Prinsen) شناخته می‌شد زیرا او اغلب یونیفورم آبی رنگ هنگ لیورپمنتتس هوزاقا را می‌پوشید که به صورت تشریفاتی عضوی از آن هنگ بود.

## ازدواج و فرزندان

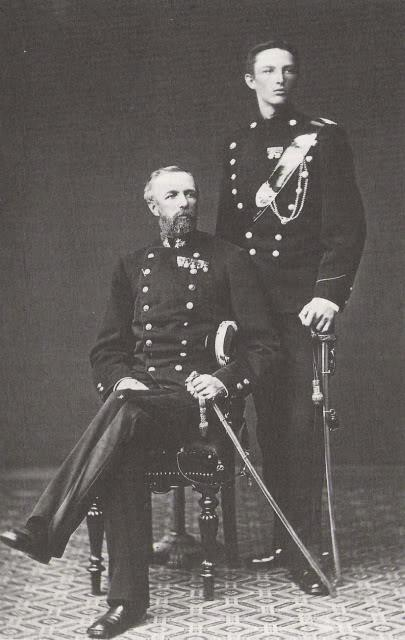
اسکار دوم پادشاه سوئد و پسرش کارل، دوک وستریوتلند، ۱۸۷۹

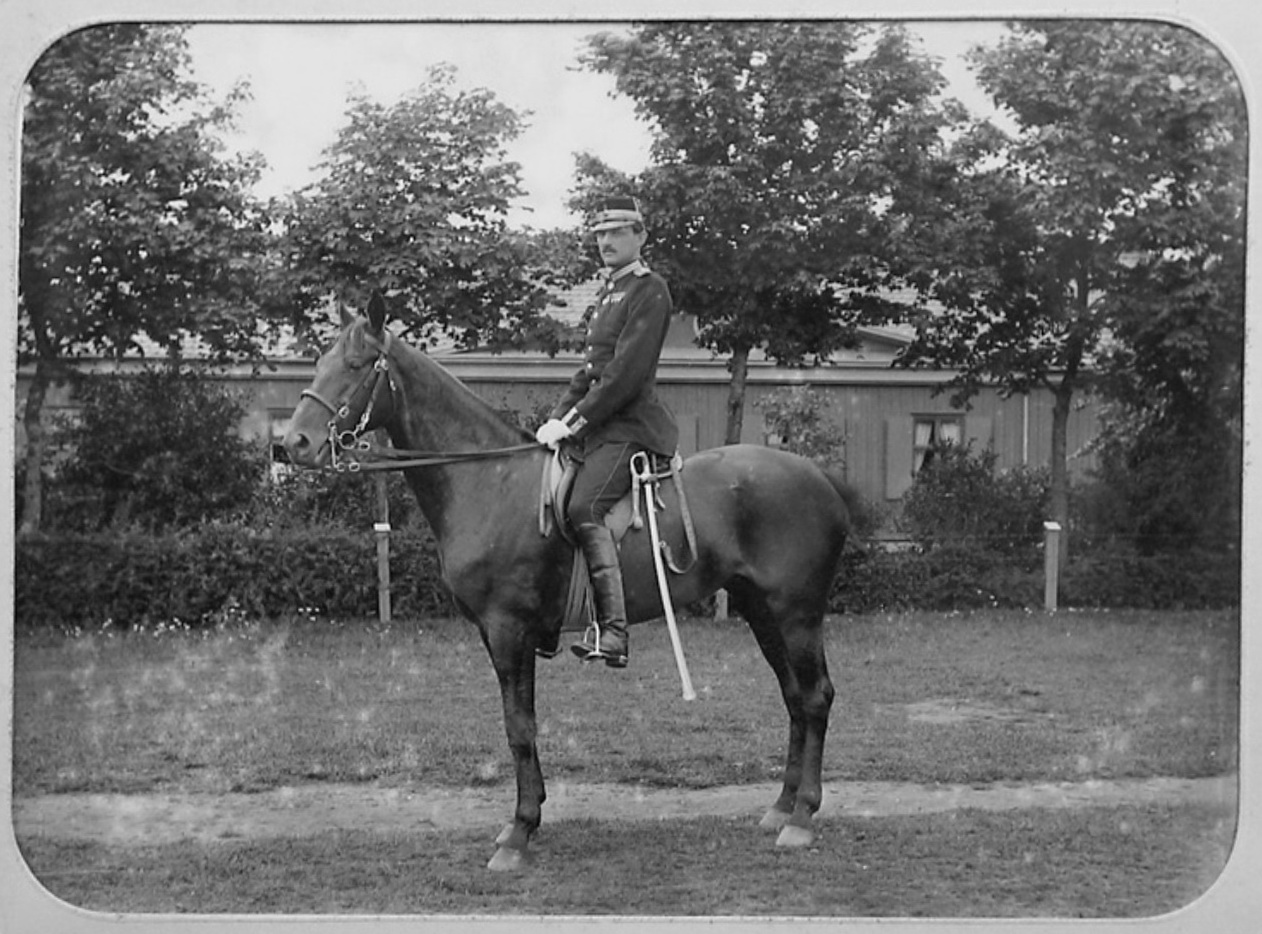
پرتره سوارکاری دوک وستریوتلند اثر ژول دیوید، ۱۸۹۴

در ماه مه ۱۸۹۷، شاهزاده کارل با پرنسس اینگبورگ دانمارک، دومین دختر فردریک هشتم پادشاه دانمارک نامزد کرد. مادر اینگبورگ، لوئیز سوئدی، بزرگترین دختر عموی شاهزاده کارل بود. با این وجود، در سال ۱۹۴۷، به مناسبت پنجاهمین سالگرد ازدواجشان، کارل اعتراف کرد که ازدواج آنها کاملاً توسط پدران‌شان ترتیب داده شده‌است و خود اینگبورگ نیز اضافه کرد: "با یک غریبه ازدواج کردم!".
این زوج در ۲۷ اوت ۱۸۹۷ در کاخ کریستینزبورگ در کپنهاگ ازدواج کردند و ماه عسل خود را در آلمان گذراندند. این زوج چهار فرزند داشتند:
1. مارگارتا (۱۸۹۹–۱۹۷۷) که با شاهزاده اکسل دانمارک ازدواج کرد.
2. مارتا (۱۹۰۱–۱۹۵۴)، همسر اولاف ولیعهد نروژو مادر هارالد پنجم نروژ
3. آسترید (۱۹۰۵–۱۹۳۵)، همسر لئوپولد سوم بلژیک و مادر پادشاهان بودوئن و آلبرت دوم بلژیک، و همچنین جوزفین شارلوت دوشس بزرگ لوکزامبورگ.
4. کارل، دوک اوستریوتلند، معروف به کارل جونیور، بعدها شاهزاده برنادوت (۱۹۱۱–۲۰۰۳).

هر سه دختر آن‌ها ازدواج‌های سلطنتی که توسط والدینشان ترتیب داده شد؛ انجام دادند و کارل، تنها پسر این زوج شانس (بسیار غیرمحتمل) خود برای رسیدن به تاج و تخت را با ازدواج با کنتس السا فون روزن از دست داد.

## نامزد شدن برای تاج و تخت نروژ
در سال ۱۹۰۵، در طول مبارزات سیاسی که نروژ استقلال خود را از سوئد به دست آورد، شاهزاده کارل به‌طور جدی به عنوان نامزدی برای ولیعهدی نروژ در نظر گرفته شد. تصور می‌شد که انتخاب یک شاهزاده سوئدی به عنوان پادشاه راهی کمتر رادیکال برای جدایی نروژ از اتحادیه و در نتیجه رویکردی صلح آمیزتر است. کارل به این دلیل انتخاب شد که برادر بزرگ‌ترش تاج و تخت سوئد را به ارث می‌برد و برادر دومش از مقام سلطنتی خود دست کشیده بود تا ازدواجی غیرسلطنتی داشته باشد. با این حال، پدر کارل، اسکار دوم، پادشاه سوئد، این پیشنهاد را تأیید نکرد، زیرا این «شورش» را که بحران نروژ را تسریع می‌کرد، یک توطئه و خیانت به حقوق خود به عنوان پادشاه نروژ می‌دانست. همچنین دوست نداشت پسرانش با افرادی که او را دشمن خود می‌دانستند درگیر شوند؛ بنابراین شاهزاده کارل هرگز پادشاه نروژ نشد. در عوض، شاهزاده کارل دانمارک پس از چند آشفتگی دیپلماتیک با نام هاکون هفتم انتخاب شد. دختر شاهزاده کارل، پرنسس مارتا، با پسر هاکون هفتم، اولاف پنجم ازدواج کرد. پادشاه کنونی نروژ هارالد پنجم از این رو نوه شاهزاده کارل، دوک وستریوتلند است.

## میراث
شاهزاده کارل پدربزرگ سه پادشاه اروپایی است: پادشاه هارالد پنجم نروژ (پسر دخترش، پرنسس مارتا)، پادشاه فقید بودوئن بلژیک و برادرش، آلبرت دوم، پادشاه بلژیک (فرزندان دخترش، پرنسس آسترید). او همچنین پدربزرگ فیلیپ پادشاه بلژیک و دوک بزرگ هنری دوک بزرگ لوکزامبورگ است.

### نشان‌ها

نشان شاهزاده سوئد و نروژ، دوک وستریوتلند ۱۸۶۱ تا ۱۹۰۵
نشان شاهزاده سوئد و دوک وستریوتلند پس از ۱۹۰۷